# Ingo Steinwart

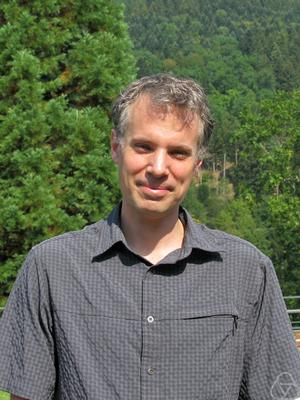
Ingo Steinwart 2011 vor dem Mathematischen Forschungsinstitut Oberwolfach anlässlich des Mini-Workshop: Mathematics of Machine Learning.

Ingo Steinwart, geb. Bartels (* 19. September 1970 in Bremen) ist ein deutscher Mathematiker und Hochschullehrer. Er gilt als Experte auf den Gebieten der Support Vector Machines, der angewandten Stochastik sowie der Entropiezahlen.

## Leben
Steinwart wuchs in Bremen auf, legte 1990 am Gymnasium an der Hamburger Straße sein Abitur ab und absolvierte den folgenden Zivildienst im sonderpädagogischen Wohnheim „Haus Hardenberg“. Anschließend immatrikulierte er sich 1991 an der Carl von Ossietzky Universität Oldenburg und begann ein Studium der Mathematik und der Informatik. Dieses schloss er im März 1997 mit der Arbeit über Gewichtete Normungleichungen für Operatoren zwischen Räumen Bochner-integrierbarer Funktionen als Diplom-Mathematiker ab. Seine Leistungen brachten ihm ab April gleichen Jahres ein Stipendium im Graduiertenkolleg „Analytische und stochastische Strukturen und Systeme“ der Friedrich-Schiller-Universität Jena ein. Mit einer Dissertation über Entropy of C(K) – valued operators and some applications wurde er im Februar 2000 summa cum laude zum Dr. rer. nat. promoviert.

## Wissenschaftliche Karriere
Zwischen März 2000 und März 2003 war Steinwart als wissenschaftlicher Mitarbeiter an der Friedrich-Schiller-Universität Jena tätig. Er wirkte an diversen Veröffentlichungen sowie am Projekt Entropiezahlen, s-Zahlen und Eigenwerte von Operatoren und ihre Anwendungen mit und war zudem Mitarbeiter bei Bernd Carls Forschungsprojekt Entropiemethoden für Operatoren zur Abschätzung der Generalisierungsfähigkeit von Support Vector Machines und verwandter kernbasierter Algorithmen, das Förderung durch die Deutsche Forschungsgemeinschaft erhielt. Unterbrochen wurde seine Arbeit in Jena durch zwei Aufenthalte an anderen Universitäten. So reiste er im September und Oktober 2001 als Gastforscher an die Research School of Information Sciences and Engineering (RSISE) der Australian National University in Canberra und war von März bis August 2002 wissenschaftlicher Gastmitarbeiter in Bernhard Gramschs Forschungsgruppe an der Johannes Gutenberg-Universität Mainz.
Im März 2003 folgte Steinwart einem Ruf als wissenschaftlicher Mitarbeiter zur Computer, Computational & Statistical Sciences Division (CCS-3) des Los Alamos National Laboratory in die Vereinigten Staaten. Dort war er bis April 2010 angestellt, seit Juli 2008 als Scientist Level 4. Im Januar 2010 erhielt er darüber hinaus einen bis Juni 2011 befristeten Lehrauftrag an der Jack Baskin School of Engineering des Department of Computer Science an der University of California, Santa Cruz. Seit April 2010 ist Ingo Steinwart Inhaber des Lehrstuhls für Stochastik (W3-Professur) an der Universität Stuttgart – angesiedelt am Institut für Stochastik und Anwendungen des Fachbereichs Mathematik.

## Auszeichnungen
- 2001: Promotionspreis der Friedrich-Schiller-Universität Jena
- 2004: Los Alamos Achievement Award

## Publikationen

### Monografien
- Ingo Steinwart, Andreas Christmann: Support Vector Machines. Springer Science+Business Media, Berlin, 2008, ISBN 978-0-387-77241-7

### Beiträge in Sammelbänden
- Ingo Steinwart: Sparseness Of Support Vector Machines – Some Asymptotically Sharp Bounds (PDF; 90 kB).

In: Sebastian Thrun, Lawrence K. Saul, Bernhard Schölkopf: Advances in Neural Information Processing Systems 16. MIT Press, Cambridge, 2004, ISBN 978-0-262-20152-0, Seiten 1069–1076.
- Ingo Steinwart, Clint Scovel: Fast Rates for Support Vector Machines.

In: Peter Auer, Ron Meir: Proceedings of the 18th Annual Conference on Learning Theory, Springer Science+Business Media, New York City, 2005, Seiten 279–294.
- Ingo Steinwart, Don Hush, Clint Scovel: Density Level Detection is Classification (PDF; 106 kB).

In: Lawrence K. Saul, Yair Weiss, Léon Bottou: Advances in Neural Information Processing Systems 17. MIT Press, Cambridge, 2005, ISBN 978-0-262-19534-8, Seiten 1337–1344.
- Ingo Steinwart, Don Hush, Clint Scovel: A new concentration result for regularized risk minimizers (PDF; 279 kB).

In: Evarist Giné, Vladimir Koltchinskii, Wenbo Li, Joel Zinn: High Dimensional Probability IV. Institute of Mathematical Statistics, Beachwood, 2006, Seiten 260–275.
- Ingo Steinwart, Don Hush, Clint Scovel: Function Classes that Approximate the Bayes Risk (PDF; 229 kB).

In: Gábor Lugosi, Hans-Ulrich Simon: Proceedings of the 19th Annual Conference on Learning Theory, Springer Science+Business Media, New York City, 2006, ISBN 978-3-540-35294-5, Seiten 79–93.
- Ingo Steinwart, Don Hush, Clint Scovel: An Oracle Inequality for Clipped Regularized Risk Minimizers (PDF; 124 kB).

In: Bernhard Schölkopf, John C Platt, Thomas Hofmann: Advances in Neural Information Processing Systems 19. MIT Press, Cambridge, 2007, ISBN 978-0-262-19568-3, Seiten 1321–1328.
- Ingo Steinwart, Nikolas List, Don Hush, Clint Scovel: Gaps in Support Vector Optimization (PDF; 206 kB).

In: Nader Bshouty, Claudio Gentile: Proceedings of the 20th Conference on Learning Theory, Springer Science+Business Media, New York City, 2007, ISBN 978-3-540-72925-9, Seiten 336–348.
- Ingo Steinwart, Andreas Christmann: How SVMs can estimate quantiles and the median (PDF; 143 kB).

In: John C. Platt, Daphne Koller, Yoram Singer, Sam Roweis: Advances in Neural Information Processing Systems 20. MIT Press, Cambridge, 2008, ISBN 978-1-60560-352-0, Seiten 305–312.
- Ingo Steinwart, Don Hush, Clint Scovel: Optimal Rates for Regularized Least Squares Regression (PDF; 250 kB).

In: Sanjoy Dasgupta, Adam Klivans: Proceedings of the 22nd Annual Conference on Learning Theory, 2009, Seiten 79–93.
- Ingo Steinwart, Andreas Christmann: Sparsity of SVMs that use the ϵ-insensitive loss (PDF; 208 kB).

In: Yoshua Bengio, Dale Schuurmans, Léon Bottou: Advances in Neural Information Processing Systems 21. MIT Press, Cambridge, 2009, ISBN 978-1-60560-949-2, Seiten 1569–1576.
- Ingo Steinwart, Andreas Christmann: Fast Learning from Non-i.i.d. Observations (PDF; 231 kB).

In: Yoshua Bengio, Dale Schuurmans, John Lafferty, Chris Williams, Aron Culotta: Advances in Neural Information Processing Systems 22. MIT Press, Cambridge, 2009, ISBN 978-1-61567-911-9, Seiten 1768–1776.